# Benedikt Stolz
Benedikt Stolz OSB (* 6. Januar 1895 in Erkrath; † 29. April 1986 in Jerusalem) war ein katholischer Theologe.

## Leben
Er besuchte die Grundschule in Erkrath und Hochemmerich, ein Gymnasium bis 1900 in Duisburg und dann die Oblatenschule der Benediktiner in Seckau. Nach dem Abitur trat er in die Abtei Gerleve ein und legte 1914 seine Profess ablegte. Er studierte Theologie und Philosophie in Maria Laach, Gerleve und Rom, und promovierte 1923 mit der Dissertation über die „Gnadenlehre des Heiligen Hilarius“ ab. Nach seiner Priesterweihe 1920 war er auf Wunsch seines Abtes 1921 auf dem Berg Zion, um als Mönch der Dormitio Präfekt des lateinischen Priesterseminars zu werden. Nach seiner Promotion kehrte er wieder zurück und nahm seine Lehrtätigkeit in verschiedenen Fächern am Priesterseminar auf. Unter Abt Leo von Rudloff wurde Pater Benedikt in der Dormitio-Abtei zum Prior ernannt und blieb es fast 30 Jahre lang. In der Dormitio-Abtei versah er zudem seinen Dienst als Organist am kleinen Harmonium im Chorraum. Darüber hinaus war er Infirmar, Chronist, Novizenmeister und Fotograf.

## Schriften (Auswahl)
- Gottes Pionier im Heiligen Land. Joseph Valerga, Patriarch von Jerusalem. Aschaffenburg 1975, ISBN 3-557-98109-6.
- Der Rosenkranz. Licht und Kraft im Alltag. Jestetten 1975, ISBN 3-87449-083-1.
- Teresa Musco. Mit Christus gekreuzigt. Jestetten 1983, ISBN 3-87449-134-X.
- Mirjam von Abellin. Flamme der göttlichen Liebe. Leben der Schwester Maria von Jesus dem Gekreuzigten aus dem Karmelitinnenkloster zu Bethlehem, seliggesprochen am 13. November 1983. Jestetten 1988, ISBN 3-87449-190-0.